# Championnats du monde de natation 1998
Navigation
Mondiaux 1994 Mondiaux 2001
Les 8es championnats du monde de natation se sont déroulés du 8 au 17 janvier 1998 à Perth (Australie).
Deux Australiens ont marqué de leur empreinte ces championnats : Michael Klim qui a remporté 4 médailles d'or (200 m nage libre, 100 m papillon, relais 4 × 200 m nage libre, relais 4 × 100 m 4 nages), 2 médailles d'argent et une de bronze ; et Ian Thorpe qui devient le plus jeune champion du monde de l'histoire de la natation en remportant le 400 m nage libre à 15 ans et 3 mois. Chez les femmes, l'Américaine Jenny Thompson remporte 5 médailles, dont 4 titres mondiaux.

## Résultats

### Courses en grand bassin

#### Nage libre

##### 50 m nage libre
| Rang | Pays       | Nageur           | Temps   |
| ---- | ---------- | ---------------- | ------- |
| 1    | États-Unis | Bill Pilczuk     | 22 s 29 |
| 2    | Russie     | Alexander Popov  | 22 s 43 |
| 3    | Porto Rico | Ricardo Busquets | 22 s 47 |
| 3    | Australie  | Michael Klim     | 22 s 47 |

| Rang | Pays       | Nageuse       | Temps   |
| ---- | ---------- | ------------- | ------- |
| 1    | États-Unis | Amy Van Dyken | 25 s 15 |
| 2    | Allemagne  | Sandra Völker | 25 s 32 |
| 3    | Chine      | Shan Ying     | 25 s 36 |

##### 100 m nage libre
| Rang | Pays      | Nageur          | Temps   |
| ---- | --------- | --------------- | ------- |
| 1    | Russie    | Alexander Popov | 48 s 93 |
| 2    | Australie | Michael Klim    | 49 s 20 |
| 3    | Suède     | Lars Frölander  | 49 s 53 |

| Rang | Pays       | Nageuse           | Temps   |
| ---- | ---------- | ----------------- | ------- |
| 1    | États-Unis | Jenny Thompson    | 54 s 95 |
| 2    | Slovaquie  | Martina Moravcova | 55 s 09 |
| 3    | Chine      | Shan Ying         | 55 s 10 |

##### 200 m nage libre
| Rang | Pays      | Nageur                    | Temps         |
| ---- | --------- | ------------------------- | ------------- |
| 1    | Australie | Michael Klim              | 1 min 47 s 41 |
| 2    | Italie    | Massimiliano Rosolino     | 1 min 48 s 30 |
| 3    | Pays-Bas  | Pieter van den Hoogenband | 1 min 48 s 65 |

| Rang | Pays       | Nageuse           | Temps         |
| ---- | ---------- | ----------------- | ------------- |
| 1    | Costa Rica | Claudia Poll      | 1 min 58 s 90 |
| 2    | Slovaquie  | Martina Moravcova | 1 min 59 s 61 |
| 3    | Australie  | Julia Greville    | 1 min 59 s 92 |

##### 400 m nage libre
| Rang | Pays        | Nageur        | Temps         |
| ---- | ----------- | ------------- | ------------- |
| 1    | Australie   | Ian Thorpe    | 3 min 46 s 29 |
| 2    | Australie   | Grant Hackett | 3 min 46 s 44 |
| 3    | Royaume-Uni | Paul Palmer   | 3 min 48 s 02 |

| Rang | Pays       | Nageuse        | Temps         |
| ---- | ---------- | -------------- | ------------- |
| 1    | Chine      | Yan Chen       | 4 min 06 s 72 |
| 2    | États-Unis | Brooke Bennett | 4 min 07 s 07 |
| 3    | Allemagne  | Dagmar Hase    | 4 min 08 s 82 |

##### 1500 m nage libre / 800 m nage libre
| Rang | Pays      | Nageur             | Temps          |
| ---- | --------- | ------------------ | -------------- |
| 1    | Australie | Grant Hackett      | 14 min 51 s 70 |
| 2    | Italie    | Emiliano Brembilla | 15 min 00 s 59 |
| 3    | Australie | Daniel Kowalski    | 15 min 03 s 94 |

| Rang | Pays       | Nageuse           | Temps         |
| ---- | ---------- | ----------------- | ------------- |
| 1    | États-Unis | Brooke Bennett    | 8 min 28 s 71 |
| 2    | États-Unis | Diana Munz        | 8 min 29 s 97 |
| 3    | Pays-Bas   | Kirsten Vlieghuis | 8 min 32 s 34 |

#### Papillon

##### 100 m papillon
| Rang | Pays      | Nageur         | Temps   |
| ---- | --------- | -------------- | ------- |
| 1    | Australie | Michael Klim   | 52 s 25 |
| 2    | Suède     | Lars Frölander | 52 s 79 |
| 3    | Australie | Geoff Huegill  | 52 s 90 |

| Rang | Pays       | Nageuse        | Temps   |
| ---- | ---------- | -------------- | ------- |
| 1    | États-Unis | Jenny Thompson | 58 s 46 |
| 2    | Japon      | Ayari Aoyama   | 58 s 79 |
| 3    | Australie  | Petria Thomas  | 58 s 97 |

##### 200 m papillon
| Rang | Pays       | Nageur          | Temps         |
| ---- | ---------- | --------------- | ------------- |
| 1    | Ukraine    | Denis Sylantiev | 1 min 56 s 61 |
| 2    | France     | Franck Esposito | 1 min 56 s 77 |
| 3    | États-Unis | Tom Malchow     | 1 min 57 s 26 |

| Rang | Pays       | Nageuse       | Temps         |
| ---- | ---------- | ------------- | ------------- |
| 1    | Australie  | Susie O'Neill | 2 min 07 s 93 |
| 2    | Australie  | Petria Thomas | 2 min 09 s 08 |
| 3    | États-Unis | Misty Hyman   | 2 min 09 s 98 |

#### Dos

##### 100 m dos
| Rang | Pays       | Nageur            | Temps   |
| ---- | ---------- | ----------------- | ------- |
| 1    | États-Unis | Lenny Krayzelburg | 55 s 00 |
| 2    | Canada     | Mark Versfeld     | 55 s 17 |
| 3    | Allemagne  | Stev Theloke      | 55 s 20 |

| Rang | Pays       | Nageuse       | Temps         |
| ---- | ---------- | ------------- | ------------- |
| 1    | États-Unis | Lea Loveless  | 1 min 01 s 16 |
| 2    | Japon      | Mai Nakamura  | 1 min 01 s 28 |
| 3    | Allemagne  | Sandra Völker | 1 min 01 s 47 |

##### 200 m dos
| Rang | Pays       | Nageur            | Temps         |
| ---- | ---------- | ----------------- | ------------- |
| 1    | États-Unis | Lenny Krayzelburg | 1 min 58 s 84 |
| 2    | Allemagne  | Ralf Braun        | 1 min 59 s 23 |
| 3    | Canada     | Mark Versfeld     | 1 min 59 s 39 |

| Rang | Pays      | Nageuse            | Temps         |
| ---- | --------- | ------------------ | ------------- |
| 1    | France    | Roxana Maracineanu | 2 min 11 s 26 |
| 2    | Allemagne | Dagmar Hase        | 2 min 11 s 45 |
| 3    | Japon     | Mai Nakamura       | 2 min 12 s 22 |

#### Brasse

##### 100 m brasse
| Rang | Pays       | Nageur                 | Temps         |
| ---- | ---------- | ---------------------- | ------------- |
| 1    | Belgique   | Frederik Deburghgraeve | 1 min 01 s 34 |
| 2    | Chine      | Qiliang Zeng           | 1 min 01 s 76 |
| 3    | États-Unis | Kurt Grote             | 1 min 01 s 93 |

| Rang | Pays       | Nageuse           | Temps         |
| ---- | ---------- | ----------------- | ------------- |
| 1    | États-Unis | Kristy Kowal      | 1 min 08 s 42 |
| 2    | Australie  | Helen Denman      | 1 min 08 s 51 |
| 3    | Canada     | Lauren van Oosten | 1 min 08 s 66 |

##### 200 m brasse
| Rang | Pays       | Nageur                 | Temps         |
| ---- | ---------- | ---------------------- | ------------- |
| 1    | États-Unis | Kurt Grote             | 2 min 13 s 40 |
| 2    | France     | Jean-Christophe Sarnin | 2 min 13 s 42 |
| 3    | Hongrie    | Norbert Rózsa          | 2 min 13 s 59 |

| Rang | Pays       | Nageuse      | Temps         |
| ---- | ---------- | ------------ | ------------- |
| 1    | Hongrie    | Agnes Kovacs | 2 min 25 s 45 |
| 2    | États-Unis | Kristy Kowal | 2 min 26 s 19 |
| 3    | États-Unis | Jenna Street | 2 min 26 s 50 |

#### 4 nages

##### 200 m 4 nages
| Rang | Pays       | Nageur          | Temps         |
| ---- | ---------- | --------------- | ------------- |
| 1    | Pays-Bas   | Marcel Wouda    | 2 min 01 s 18 |
| 2    | France     | Xavier Marchand | 2 min 01 s 66 |
| 3    | États-Unis | Ron Karnaugh    | 2 min 01 s 89 |

| Rang | Pays      | Nageuse           | Temps         |
| ---- | --------- | ----------------- | ------------- |
| 1    | Chine     | Yanyan Wu         | 2 min 10 s 88 |
| 2    | Chine     | Yan Chen          | 2 min 13 s 66 |
| 3    | Slovaquie | Martina Moravcova | 2 min 14 s 26 |

##### 400 m 4 nages
| Rang | Pays       | Nageur       | Temps         |
| ---- | ---------- | ------------ | ------------- |
| 1    | États-Unis | Tom Dolan    | 4 min 14 s 95 |
| 2    | Pays-Bas   | Marcel Wouda | 4 min 15 s 53 |
| 3    | Canada     | Curtis Myden | 4 min 16 s 45 |

| Rang | Pays    | Nageuse        | Temps         |
| ---- | ------- | -------------- | ------------- |
| 1    | Chine   | Yan Chen       | 4 min 36 s 66 |
| 2    | Ukraine | Yana Klochkova | 4 min 38 s 60 |
| 3    | Japon   | Yasuko Tajima  | 4 min 39 s 45 |

#### Relais

##### 4 × 100 m nage libre
| Rang | Pays       | Nageurs                                                       | Temps         |
| ---- | ---------- | ------------------------------------------------------------- | ------------- |
| 1    | États-Unis | Scott Tucker Neil Walker Jon Olsen Gary Hall Jr               | 3 min 16 s 69 |
| 2    | Australie  | Michael Klim Adam Pine Richard Upton Chris Fydler             | 3 min 16 s 97 |
| 3    | Russie     | Alexander Popov Roman Egorov Vladislav Kulikov Denis Pimankov | 3 min 18 s 45 |

| Rang | Pays       | Nageuses                                                          | Temps         |
| ---- | ---------- | ----------------------------------------------------------------- | ------------- |
| 1    | États-Unis | Lindsey Farella Amy Van Dyken Barbara Bedford Jenny Thompson      | 3 min 42 s 11 |
| 2    | Allemagne  | Sandra Völker Franziska van Almsick Simone Osygus Katrin Meissner | 3 min 43 s 11 |
| 3    | Australie  | Sarah Ryan Rebecca Creedy Susie O'Neill Angie Kennedy             | 3 min 43 s 71 |

##### 4 × 200 m nage libre
| Rang | Pays        | Nageurs                                                                     | Temps         |
| ---- | ----------- | --------------------------------------------------------------------------- | ------------- |
| 1    | Australie   | Michael Klim Grant Hackett Ian Thorpe Daniel Kowalski                       | 7 min 12 s 48 |
| 2    | Pays-Bas    | Pieter van den Hoogenband Mark van der Zijden Martijn Zuijdweg Marcel Wouda | 7 min 16 s 77 |
| 3    | Royaume-Uni | Paul Palmer Gavin Meadows Andrew Clayton James Salter                       | 7 min 17 s 33 |

| Rang | Pays       | Nageuses                                                         | Temps         |
| ---- | ---------- | ---------------------------------------------------------------- | ------------- |
| 1    | Allemagne  | Franziska van Almsick Dagmar Hase Silvia Szalai Kerstin Kielgass | 8 min 01 s 46 |
| 2    | États-Unis | Cristina Teuscher Lindsay Benko Brooke Bennett Jenny Thompson    | 8 min 02 s 88 |
| 3    | Australie  | Julia Greville Anna Windsor Susie O'Neill Petria Thomas          | 8 min 04 s 19 |

##### 4 × 100 m 4 nages
| Rang | Pays       | Nageurs                                               | Temps         |
| ---- | ---------- | ----------------------------------------------------- | ------------- |
| 1    | Australie  | Matt Welsh Phil Rogers Michael Klim Chris Fydler      | 3 min 37 s 98 |
| 2    | États-Unis | Lenny Krayzelburg Kurt Grote Neil Walker Gary Hall Jr | 3 min 38 s 56 |
| 3    | Hongrie    | Attila Czene Norbert Rózsa Peter Horváth Attila Zubor | 3 min 39 s 53 |

| Rang | Pays       | Nageuses                                                | Temps         |
| ---- | ---------- | ------------------------------------------------------- | ------------- |
| 1    | États-Unis | Lea Maurer Kristy Kowal Jenny Thompson Amy Van Dyken    | 4 min 01 s 93 |
| 2    | Australie  | Meredith Smith Helen Denman Petria Thomas Susie O'Neill | 4 min 05 s 12 |
| 3    | Japon      | Mai Nakamura Masami Tanaka Ayari Aoyama Sumika Minamoto | 4 min 06 s 27 |

### Natation synchronisée

#### Solo
| Médaille | Pays   | Noms            | Points |
| -------- | ------ | --------------- | ------ |
| 1        | Russie | Olga Sedakova   | 99,304 |
| 2        | France | Virginie Dedieu | 98,154 |
| 3        | Japon  | Miya Tachibana  | 97,530 |

#### Duo
| Médaille | Pays   | Noms                           | Points |
| -------- | ------ | ------------------------------ | ------ |
| 1        | Russie | Olga Sedakova Olga Brousnikina | 99,073 |
| 2        | Japon  | Miya Tachibana Miho Takeda     | 98,060 |
| 3        | France | Virginie Dedieu Myriam Lignot  | 97,323 |

#### Équipe
| Médaille | Pays       | Noms | Points |
| -------- | ---------- | --- | ------ |
| 1        | Russie     | Olaga Sedakova, Maria Kisseleva, Anna Iouriaeva, Olga Medvedeva, Anna Maslova, Olga Brusnikina, Elena Azarova, Olga Novokchtchenova, Alexandra Vassina et Elena Barantseva | 99,317 |
| 2        | Japon      | Raika Fujii, Yoko Isoda, Miho Kawabe, Mika Kawabe, Rei Jimbo, Akiko Miyazaki, Riho Nakajima, Miya Tachibana, Miho Takeda et Yuko Yoneda                                    | 98,104 |
| 3        | États-Unis | Carrie Barton, Kara Duncan, Bridget Finn, Tracie Gayeski, Rebecca Jasontek, Tina Kasid, Kristina Lum, Emily Marsh, Elicia Marshall et Kim Wurzel                           | 96,829 |

### Plongeon
Homme
| Event            | Or                                | Argent                                      | Bronze                                       |
| ---------------- | --------------------------------- | ------------------------------------------- | -------------------------------------------- |
| 1 m              | Zhuocheng Yu (CHN)                | Troy Dumais (USA)                           | Holger Schlepps (GER)                        |
| 3 m              | Dmitri Sautin (RUS)               | Yilin Zhou (CHN)                            | Vassili Lisovski (RUS)                       |
| 10 m             | Dmitri Sautin (RUS)               | Liang Tian (CHN)                            | Jan Hempel (GER)                             |
| 3 m synchronisé  | Hao Xu (CHN) Zhuocheng Yu (CHN)   | Alexander Mesch (GER) Holger Schlepps (GER) | Dean Pullar (AUS) Shannon Roy (AUS)          |
| 10 m synchronisé | Liang Tian (CHN) Sun Shuwei (CHN) | Jan Hempel (GER) Michael Kühne (GER)        | Igor Lukashin (RUS) Aleksandr Varlamov (RUS) |

Femme
| Event            | Or                                         | Argent                           | Bronze                                |
| ---------------- | ------------------------------------------ | -------------------------------- | ------------------------------------- |
| 1 m              | Irina Lashko (RUS)                         | Vera Ilyina (RUS)                | Zhang Jing (CHN)                      |
| 3 m              | Yuliya Pakhalina (RUS)                     | Jingjing Guo (CHN)               | Chantelle Michell (AUS)               |
| 10 m             | Olena Zhupina (UKR)                        | Yuyan Cai (CHN)                  | Li Chen (CHN)                         |
| 3 m synchronisé  | Irina Lashko (RUS) Yuliya Pakhalina (RUS)  | Lang Rao (CHN) Rongiuan Li (CHN) | Tracy Bonner (USA) Kathy Pesek (USA)  |
| 10 m synchronisé | Olena Zhupina (UKR) Svitlana Serbina (UKR) | Yuyan Cai (CHN) Li Chen (CHN)    | Kristin Link (USA) Lindsay Long (USA) |

### Eau libre
Hommes
| Epreuves | Or                    | Argent           | Bronze                 |
| -------- | --------------------- | ---------------- | ---------------------- |
| 5 km     | Aleksey Akatyev (RUS) | Ky Hurst (AUS)   | Luca Baldini (ITA)     |
| 25 km    | Aleksey Akatyev (RUS) | David Meca (ESP) | Gabriel Chaillou (ARG) |

Femmes
| Epreuves | Or                | Argent               | Bronze               |
| -------- | ----------------- | -------------------- | -------------------- |
| 5 km     | Erica Rose (USA)  | Edith van Dijk (NED) | Peggy Büchse (GER)   |
| 25 km    | Tobie Smith (USA) | Peggy Büchse (GER)   | Edith van Dijk (NED) |

Mixte
| Epreuves | Or                                                         | Argent                                                  | Bronze                                               |
| -------- | ---------------------------------------------------------- | ------------------------------------------------------- | ---------------------------------------------------- |
| 5 km     | États-Unis John Flanagan Austin Ramirez Erica Rose         | Russie Aleksey Akatyev Yevgeny Bezruchenko Olga Gouseva | Italie Luca Baldini Fabio Venturini Valeria Casprini |
| 25 km    | Italie Claudio Gargaro Fabrizio Pescatori Valeria Casprini | Australie Grant Robinson Mark Saliba Tracey Knowles     | États-Unis Tobie Smith Nathan Stooke Chuck Wiley     |

### Water-polo
| Épreuves | Or      | Argent   | Bronze      |
| -------- | ------- | -------- | ----------- |
| Hommes   | Espagne | Hongrie  | Yougoslavie |
| Femmes   | Italie  | Pays-Bas | Australie   |

## Tableau des médailles
| Place | Nation      | Médaille d'or | Médaille d'argent | Médaille de bronze | Total |
| ----- | ----------- | ------------- | ----------------- | ------------------ | ----- |
| 1     | États-Unis  | 17            | 6                 | 9                  | 32    |
| 2     | Russie      | 11            | 3                 | 3                  | 17    |
| 3     | Australie   | 7             | 8                 | 10                 | 25    |
| 4     | Chine       | 6             | 8                 | 4                  | 18    |
| 5     | Ukraine     | 3             | 1                 | 0                  | 4     |
| 6     | Italie      | 2             | 2                 | 2                  | 6     |
| 7     | Allemagne   | 1             | 7                 | 6                  | 14    |
| 8     | Pays-Bas    | 1             | 4                 | 3                  | 8     |
| 9     | France      | 1             | 4                 | 1                  | 6     |
| 10    | Hongrie     | 1             | 1                 | 2                  | 4     |
| 11    | Espagne     | 1             | 1                 | 0                  | 2     |
| 12    | Belgique    | 1             | 0                 | 0                  | 1     |
| 12    | Costa Rica  | 1             | 0                 | 0                  | 1     |
| 14    | Japon       | 0             | 4                 | 4                  | 8     |
| 15    | Slovaquie   | 0             | 2                 | 1                  | 3     |
| 16    | Canada      | 0             | 1                 | 3                  | 4     |
| 17    | Suède       | 0             | 1                 | 1                  | 2     |
| 18    | Royaume-Uni | 0             | 0                 | 2                  | 2     |
| 19    | Argentine   | 0             | 0                 | 1                  | 1     |
| 19    | Porto Rico  | 0             | 0                 | 1                  | 1     |
| 19    | Yougoslavie | 0             | 0                 | 1                  | 1     |
|       |             | 53            | 53                | 54                 | 160   |

## Légende
- RM : Record du monde
- RE : Record d'Europe
- RC : Record des Championnats
- RN : Record national
- disq. : disqualification